# 2003年太平洋颱風季
| 太平洋颱風季             |
| 主題頁 - 專題 - 編輯指南 |

2003年太平洋颱風季泛指在2003年全年內的任何時間，於赤道以北及國際換日線以西的太平洋水域，以及南中國海所產生的熱帶氣旋。雖然有關方面並沒有設下本颱風季的指定期限，但大部份於西北太平洋的熱帶氣旋通常都會於五月至十二月期間形成。
本條目的範圍僅侷限於赤道以北及國際換日線以西的太平洋及南海的水域。於赤道以北及國際換日線以東的太平洋水域產生的風暴則被稱為颶風，並被列入2003年太平洋颶風季。在西太平洋產生的熱帶風暴是由日本東京颱風中心命名，國際編號為03xx，而美國聯合颱風警報中心會把在該地區的熱帶低氣壓的編號以W字母作結。
凡進入或產生於菲律賓風暴責任範圍以內的熱帶低氣壓，菲律賓大氣地理天文部門（英語：PAGASA）都會為它們訂立一個菲律賓名稱，作當地警報用途；此外，由於中港澳採用同一翻譯名，而台灣之翻譯名字可能有所不同，因此同一個風暴可能會有2個不同的中文名字，及有時候會有兩個不同的英文名稱（國際名字及菲律賓名字）。
以下各熱帶氣旋資訊以熱帶氣旋存在期間的最強形態為準。

## 已被國際命名的熱帶氣旋

### 熱帶風暴欣欣（Yanyan）
1月16日，一热带低气压于关岛东南方向约1910公里处生成，並穩定地向西北偏西移動。它在1月18日減速及轉向北移，並在同日增強為一熱帶風暴。1月19日，它改向東北偏東移動及逐漸加速。欣欣於1月20日下午減弱為一熱帶低氣壓，並於該晚在海面上消散。
欣欣是全球第三最接近赤道形成的熱帶氣旋。
妍妍其後被除名，由取代。

### 颱風鯨魚（Kujira）
PAGASA:Amang
4月9日在關島東南偏東約2000公里的太平洋上發展成一個熱帶低氣壓。它大致向西北偏西移動，並於4月11日清晨增強為一個熱帶風暴。柯吉拉於4月13日發展成一個強烈熱帶風暴後，翌日進一步增強為一個颱風。柯吉拉於4月19日在菲律賓以東海域轉向西北移動，4月22日減弱為一個強烈熱帶風暴，並於次日清晨進一步減弱為一個熱帶風暴。柯吉拉於4月24日在台灣以東海域轉向東北及加速移動，4月25日早上在日本九州附近變成一個溫帶氣旋。

### 颱風燦鴻（Chan-hom）
5月19日，在關島東南約900公里處發展成一個熱帶低氣壓。它初時移動緩慢，並於5月20日增強為一個熱帶風暴。燦鴻於5月21日增強為一個強烈熱帶風暴，在隨後數天向北推進。它於5月23日達至颱風強度，並於翌日開始向東北加速。燦鴻於5月26日減弱為一個強烈熱帶風暴。它於5月27日進一步減弱為一個熱帶風暴，並於同日變為一個溫帶氣旋。

### 強烈熱帶風暴蓮花（Linfa）
PAGASA:Chedeng
5月25日晚上在馬尼拉西北約380公里的南海北部上發展成一個熱帶低氣壓。它緩慢地向東移動，並於翌日增強為一個熱帶風暴。蓮花於5月27日增強為一個強烈熱帶風暴，但在登陸菲律賓邦阿西楠省Agno後又減弱為一個熱帶風暴。它於5月28日進入呂宋以東海域後轉向東北移動。蓮花於5月30日再度增強為一個強烈熱帶風暴，並向日本加速推進。蓮花於5月31日清晨減弱為一個熱帶風暴，上午5時30分於日本愛媛縣宇和島市登陸，同日稍後在四國變為一個溫帶氣旋。
蓮花橫過呂宋期間共導致41人死亡、九人失蹤及數千人遷離家園。與蓮花相關連的大雨亦引致廣泛山泥傾瀉，農作物及建築物損毀的損失估計超過200萬美元。

### 強烈熱帶風暴浪卡（Nangka）
PAGASA:Dodong
6月1日於南海東沙島以南約400公里處發展成一個熱帶低氣壓，並在同日迅速增強為一個熱帶風暴。隨後數天浪卡大致向東北移動，於6月2日橫過呂宋海峽期間增強為一個強烈熱帶風暴。浪卡於6月3日清晨在台灣以東海域減弱為一個熱帶風暴，之後加速向日本以南海域推進。浪卡於6月4日早上變成一個溫帶氣旋。

### 颱風蘇迪羅（Soudelor）
PAGASA:Egay
6月13日早上，在馬尼拉東南偏東約1300公里的太平洋上發展成一個熱帶低氣壓。它於同日晚上增強為一個熱帶風暴後，在隨後數天大致向西北方向移動。蘇廸羅於6月16日清晨在呂宋以東海域增強為一個強烈熱帶風暴，翌日轉向北移，並於同日在呂宋海峽附近達至颱風強度。6月18日上午4時30分，蘇廸羅於西表島登陸，並朝東北方向加速橫過東海，6月19日下午12時，蘇廸羅於對馬島登陸，晚上迅速減弱為一個熱帶風暴，6月20日清晨在日本海上變成一個溫帶氣旋。

### 颱風伊布都（Imbudo）
PAGASA:Harurot
7月17日在關島西南約730公里處發展為一個熱帶低氣壓，初時向西北偏西移動，於當晚增強為一個熱帶風暴。伊布都於7月19日清晨增強為一個強烈熱帶風暴，並翌日清晨進一步增強為一個颱風。伊布都在7月22日於菲律賓伊莎貝拉省Dinapigue, Isabela登陸，並於當晚進入南海。7月24日早上在廣東省茂名市電白縣博賀鎮附近登陸，並在當日下午減弱為一個強烈熱帶風暴。伊布都於7月25日清晨在內陸減弱為一個熱帶風暴，同日稍後在雲南省消散。

### 強烈熱帶風暴天鵝（Koni）
PAGASA:Gilas
7月16日在馬尼拉東南偏東約1000公里發展成一個熱帶低氣壓。它向西北偏西移動，於7月17日在菲律賓東薩馬省Guiuan, Eastern Samar登陸。天鵝在7月18日進入南海後增強為一個熱帶風暴。它於7月19日轉向西北，翌日進一步增強為一個強烈熱帶風暴。它於7月21日向西北偏西推進，並於當晚在海南省陵水黎族自治縣光坡镇登陸。天鵝於7月22日進入北部灣，晚上在越南南定省海後縣登陸後減弱為一個熱帶風暴。天鵝於7月23日清晨在內陸進一步減弱為一個熱帶低氣壓。
在菲律賓，天鵝共引致兩人死亡及兩人失蹤。7月18日下午一班由馬來西亞哥達基納巴盧抵港的航機在距離天鵝西北偏西約300公里處遇上強烈湍流，15人受傷。7月23日在河內以西約100公里消散。天鵝在越南北部引致三人死亡及18人受傷。超過1000間房屋和數千公頃的農作物被狂風暴雨破壞。

### 熱帶風暴莫拉克（Morakot）
PAGASA:Juaning
8月2日在馬尼拉東北約640公里的呂宋以東海域發展成一個熱帶低氣壓。它向西北移動，並在同日迅速增強為一個熱帶風暴。隨後兩天莫拉克持續向西北推進，於8月3日橫過呂宋海峽，並在當晚21時50分於台灣台東縣大武鄉登陸，翌日清晨4時30分左右在台南市將軍區附近出海。莫拉克為台灣帶來大雨，農作物損失超過七千萬新台幣。莫拉克於同日在福建省廈門市思明區濱海鎮附近登陸，並於當晚消散。

### 颱風艾濤（Etau）
PAGASA:Kabayan
8月3日，在關島以西約600公里的太平洋上發展成一個熱帶低氣壓。它向西北移動，在當晚增強為一個熱帶風暴。艾濤於8月4日增強為一個強烈熱帶風暴，並於8月5日進一步增強為一個颱風。艾濤於8月6日轉向北移，8月7日上午8時30分，艾濤於日本沖繩縣國頭郡東村登陸。下午6時30分，艾濤於日本鹿兒島縣大島郡瀨戶內町登陸，隨後轉向東北直趨日本。8月8日晚上9時，艾濤於日本高知縣室戶市登陸。8月9日清晨，艾濤減弱為一個強烈熱帶風暴，上午2時於日本兵庫縣南淡路市登陸。上午5時，艾濤於日本兵庫縣西宮市登陸。並在當晚進一步減弱為一個熱帶風暴。艾濤在8月10日上午0時30分於日本北海道幌泉郡襟裳町登陸，同日清晨在北海道變成一個溫帶氣旋。

### 熱帶風暴環高（Vamco）
PAGASA:Manang
8月19日在台北東南約440公里處發展為一個熱帶低氣壓。它向西北推進，當晚增強為一個熱帶風暴。環高於8月20日早上在浙江省溫州市蒼南縣金鄉鎮附近登陸前減弱為一個熱帶低氣壓。其後它繼續向西北移入內陸，同日減弱為一個低氣壓區。
環高在浙江省導致接近1000間房屋損毀。

### 颱風科羅旺（Krovanh）
PAGASA:Nina
8月17日在關島西南偏南約110公里處發展為一個熱帶低氣壓。它最初兩天向西北推進，於8月19日轉向西移。科羅旺於8月20日晚上增強為一個熱帶風暴後，翌日晚上進一步增強為一個強烈熱帶風暴。它於8月22日增強為一個颱風，並於當晚在菲律賓伊莎貝拉省Maconacon登陸。它在8月23日早上進入南海後向西北偏西推進，翌日橫過南海北部。科羅旺在掠過廣東省湛江市徐聞縣下洋鎮後，於8月25日進入北部灣。科羅旺於8月26日清晨在越南廣寧省海河縣登陸後減弱為一個強烈熱帶風暴，同日進一步減弱為一個熱帶風暴，並於當晚在內陸消散。
在菲律賓，科羅旺帶來的大雨引致一名女孩死亡，上千家庭需要遷離。香港共有11人受傷。科羅旺在廣東、廣西及海南島導致最少二人死亡及五人受傷，接近13000間房屋倒塌和14萬公頃的農作物受損，直接經濟損失逾21億人民幣。在越南北部，科羅旺導致一人死亡及五人受傷，約1000間房屋被毀。

### 颱風杜鵑（Dujuan）
PAGASA:Onyok
8月29日清晨在關島西北偏西約990公里的太平洋上發展成一個熱帶低氣壓。它初時移動緩慢，在8月30日清晨增強為一個熱帶風暴，並在當日進一步增強為一個強烈熱帶風暴。8月31日它向西北偏西加速移動，同日增強為一個颱風並移向台灣南部海域。9月1日，杜鵑橫過台灣以南海域後向西推進趨向華南海岸。杜鵑於9月2日清晨進入南海，並向西移近廣東沿岸。9月2日晚上，杜鵑在廣東省深圳市龍崗區大鵬鎮登陸，正面吹襲珠江口。隨後杜鵑繼續向西移動橫過廣東，於9月3日早上減弱為一個熱帶風暴，並稍後在廣西壯族自治區玉林市容縣黎村鎮減弱為一個低壓區。
杜鵑掠過台灣南部期間造成三人死亡、一人失蹤及八人受傷，近59萬戶停電。杜鵑令台灣南部的海陸空交通完全癱瘓，並造成高達二億元新台幣的農業損失。在杜鵑的吹襲下，香港共有四人失蹤，24人受傷。杜鵑吹襲廣東期間共造成40人死亡，接近1000人受傷，深圳市逾九成地區停電。直接經濟損失接近23億人民幣。

### 颱風鳴蟬（Maemi）
PAGASA:Pogi
9月6日清晨，在關島西北偏西約130公里的太平洋上發展成一個熱帶低氣壓，同日增強為一個熱帶風暴。鳴蟬隨後數天向西北移動，於9月8日清晨增強為一個強烈熱帶風暴，翌日進一步增強為一個颱風。9月11日上午3時，鳴蟬於宮古島登陸。並於同日轉向東北偏北。鳴蟬橫過東海後於9月12日晚上在南韓慶尚南道統營市附近登陸。它於9月13日清晨減弱為一個強烈熱帶風暴後轉向東北，並進入日本海，同日稍後變成一個溫帶氣旋。
鳴蟬在經過沖繩島以西海域期間，造成最少一人死亡，71人受傷。在南韓共導致最少113人死亡及14人失蹤。約34000公頃農地受淹及5000間房屋被毀，數百道路及橋樑受損，經濟損失估計逾13億美元。

### 颱風彩雲（Choi-wan）
PAGASA:Roskas
9月18日清晨，在馬尼拉東北約1100公里發展成一個熱帶低氣壓。它大致向西北移動，於同日增強為一個熱帶風暴。彩雲在9月19日進一步增強為一個強烈熱帶風暴。下午4時30分，彩雲於日本沖繩縣國頭郡東村登陸。9月20日上午6時30分，彩雲於日本鹿兒島縣大島郡瀨戶內町登陸，隨後它進一步增強為一個颱風，並向東北偏東移動，趨向日本南部海域。彩雲在9月21日加速向東北移動，翌日晚上減弱為一個強烈熱帶風暴。它於9月23日清晨變成一個溫帶氣旋。

### 颱風巨爵（Koppu）
PAGASA:Sikat
9月25日在關島西北偏西約1030公里的太平洋上發展成一個熱帶低氣壓。它初時移動緩慢，於9月26日向東北偏北移動。巨爵於9月27日增強為一個熱帶風暴，當晚進一步增強為一個強烈熱帶風暴。它於9月29日達至颱風強度，並向東北加速移動。巨爵於9月30日減弱為一個強烈熱帶風暴，同日稍後變成一個溫帶氣旋。

### 颱風凱薩娜（Ketsana）
PAGASA:Tisoy
10月19日早上，在馬尼拉以東約1000公里發展成一個熱帶低氣壓，同日增強為一個熱帶風暴。它移動緩慢，在10月20日增強為一個強烈熱帶風暴後，於翌日進一步增強為一個颱風。10月22日，凱薩娜轉向東北，並在隨後數天加速移動。它於10月26日清晨減弱為一個強烈熱帶風暴，同日稍後變成一個溫帶氣旋。

### 颱風芭瑪（Parma）
10月21日清晨在硫黃島東南偏南約500公里發展成一個熱帶低氣壓。它向東北移動，同日增強為一個熱帶風暴。芭瑪於10月22日增強為一個強烈熱帶風暴，同日進一步增強為一個颱風。10月25日，芭瑪轉向東南，翌日減弱為一個強烈熱帶風暴後向西移動。它在10月28日再度增強為一個颱風，並於10月29日晚上再次轉向東北移動。芭瑪在10月31日逐步減弱為一個熱帶風暴，當晚變成一個溫帶氣旋。

### 強烈熱帶風暴茉莉（Melor）
PAGASA:Viring
10月30日晚上在馬尼拉東南偏東約750公里發展成一個熱帶低氣壓。它向西北移動，10月31日清晨增強為一個熱帶風暴，同日進一步增強為一個強烈熱帶風暴，並趨向呂宋。茉莉於11月1日於菲律賓伊莎貝拉省Palanan登陸，翌日進入呂宋海峽，並轉向東北移動。它於11月3日清晨在掠過台灣東南部時減弱為一個熱帶風暴，11月4日減弱為一個熱帶低氣壓，同日稍後在台灣以東海域上消散。
茉莉吹襲台灣期間導致一人死亡、三人失蹤及二人受傷。

### 颱風尼伯特（Nepartak）
PAGASA:Weng
11月12日晚上在雅浦島西北偏西約530公里發展成一個熱帶低氣壓。它向西移動，11月13日增強為一個熱帶風暴。11月14日，尼伯特登陸菲律賓北薩馬省Lapinig後進入南中國海。它於11月15日增強為一個強烈熱帶風暴後向西北移動，11月18日清晨達到颱風強度，同日掠過海南島西部，晚上減弱為一個強烈熱帶風暴。尼伯特於11月19日在北部灣逐步減弱為一個低壓區。
尼伯特在菲律賓共引致四人死亡。

### 颱風盧碧（Lupit）
PAGASA:Yoyoy

## 未被國際命名的熱帶氣旋
除了被日本氣象廳命名的熱帶氣旋外，還有一些沒被命名的熱帶低氣壓和被聯合颱風警報中心認為是熱帶風暴的熱帶氣旋。

### 熱帶風暴03W
PAGASA:Batibot
5月18日清晨，一個熱帶低氣壓在馬尼拉東南約1100公里的太平洋上形成。它初時向東北移動，並於5月19日轉向西北偏北。它於5月21日開始減速，並於翌日在呂宋以東的太平洋上消散。

### 熱帶低氣壓
PAGASA:Falcon
PAGASA:Ineng

### 熱帶風暴
PAGASA:Lakay

### 熱帶低氣壓希梅納（Jimena）
9月5日下午5時，位於中太平洋的希梅納越過國際日期變更線進入西北太平洋範圍，因此改由日本氣象廳（JMA）發報。下午8時，日本氣象廳將其評定為低壓區。同時，聯合颱風警報中心將其評定為熱帶低氣壓，沿用東太平洋名稱希梅納。
9月6日上午2時，聯合颱風警報中心發出最後的警報。

### 熱帶低氣壓
PAGASA:Quiel

### 熱帶低氣壓22W
PAGASA:Ursula

### 熱帶低氣壓27W
PAGASA:Zigzag

## 熱帶氣旋時間表
本年度的太平洋颱風季有二十一個被命名的熱帶氣旋，以下列出全部熱帶風暴或以上級別的氣旋詳情。強烈熱帶氣旋或以下者，採十分鐘平均風速，颱風級別者，採一分鐘平均分速並分成五級。

## 熱帶氣旋名單
西北太平洋的熱帶氣旋是由日本氣象廳東京颱風中心命名。當該熱帶氣旋被日本氣象廳升格了為熱帶風暴後，就會使用下列名單中的名字。名字是根據以下名單而定，不按年度劃分。風暴名字是由世界氣象組織颱風小組的成員提供，14個成員國和地區各自提交10個名稱，並以該國英文名稱按字母順序排列。本年未用名稱以灰色字表示，黑體字表示今年已經使用過。
| 提供國家／地區 | 名稱   | 名稱   | 名稱        | 名稱        | 名稱   |
| -------------- | ------ | ------ | ----------- | ----------- | ------ |
| 柬埔寨         | 達維   | 康妮   | 娜基莉      | 科羅旺 0312 | 莎莉嘉 |
| 中國           | 龍王   | 玉兔   | 風神        | 杜鵑 0313   | 海馬   |
| 北韓           | 鴻雁   | 桃芝   | 海鷗        | 鸣蝉 0314   | 米雷   |
| 香港           | 啟德   | 萬宜   | 鳳凰        | 彩雲 0315   | 馬鞍   |
| 日本           | 天秤   | 天兔   | 北冕        | 巨爵 0316   | 蝎虎   |
| 老撾           | 布拉萬 | 帕布   | 巴蓬        | 凱薩娜 0317 | 洛坦   |
| 澳門           | 珍珠   | 蝴蝶   | 黃蜂        | 芭瑪 0318   | 梅花   |
| 馬來西亞       | 杰拉華 | 聖帕   | 鹿莎        | 茉莉 0319   | 苗柏   |
| 密克罗尼西亚   | 艾雲尼 | 菲特   | 森拉克      | 尼伯特 0320 | 南瑪都 |
| 菲律賓         | 碧利斯 | 丹娜絲 | 黑格比      | 盧碧 0321   | 塔拉斯 |
| 南韓           | 格美   | 百合   | 薔薇        | 苏特        | 奧鹿   |
| 泰國           | 派比安 | 韋帕   | 米克拉      | 妮妲        | 玫瑰   |
| 美國           | 瑪莉亞 | 范斯高 | 海高斯      | 奧麥斯      | 洛克   |
| 越南           | 桑美   | 利奇馬 | 巴威        | 康森        | 桑卡   |
| 柬埔寨         | 寶霞   | 羅莎   | 美莎克      | 燦都        | 納沙   |
| 中國           | 悟空   | 海燕   | 海神        | 電母        | 海棠   |
| 北韓           | 清松   | 楊柳   | 凤仙        | 蒲公英      | 尼格   |
| 香港           | 珊珊   | 玲玲   | 欣欣 0301   | 婷婷        | 榕樹   |
| 日本           | 摩羯   | 劍魚   | 鯨魚 0302   | 圓規        | 天鷹   |
| 老撾           | 象神   | 法茜   | 燦鴻 0303   | 南川        | 麥莎   |
| 澳門           | 貝碧嘉 | 画眉   | 蓮花 0304   | 瑪瑙        | 珊瑚   |
| 馬來西亞       | 溫比亞 | 塔巴   | 浪卡 0305   | 莫蘭蒂      | 瑪娃   |
| 密克罗尼西亚   | 蘇力   | 米娜   | 蘇廸羅 0306 | 云娜        | 古超   |
| 菲律賓         | 西馬侖 | 海貝思 | 伊布都 0307 | 馬勒卡      | 泰利   |
| 南韓           | 飛燕   | 浣熊   | 天鹅 0308   | 鮎魚        | 彩蝶   |
| 泰國           | 榴莲   | 威馬遜 | 莫拉克 0309 | 暹芭        | 卡努   |
| 美國           | 尤特   | 查特安 | 艾濤 0310   | 艾利        | 韋森特 |
| 越南           | 潭美   | 夏浪   | 環高 0311   | 桑達        | 蘇拉   |

### 菲律賓熱帶氣旋命名法

當熱帶氣旋在藍色框內，便會給名字。

菲律宾大气地球物理和天文管理局（英語：PAGASA）使用自己一套命名法，作於該國風暴責任範圍內的熱帶氣旋命名之用。與日本氣象廳不同，只要該熱帶氣旋會很間接地吹襲菲律賓或會影響周邊國家的話（不論強度高低），就會使用以下之熱帶氣旋名字。名單每四年循環再用，因此本年名單與1999年太平洋颱風季的名單相同。本年未用名稱以灰色字表示，黑體字表示今年已經使用過。
| - Amang 0302 - Batibot 03W - Chedeng 0304 - Dodong 0305 - Egay 0306 | - Falco - Gilas 0308 - Harurot 0307 - Ineng - Juaning 0309 | - Kabayan 0310 - Lakay - Manang 0311 - Niña 0312 - Onyok 0313 | - Pogi 0314 - Quiel - Roskas 0315 - Sikat 0316 - Tisoy 0317 | - Ursula 22W - Viring 0319 - Weng 0320 - Yoyoy 0321 - Zigzag 27W |

替補名單
| - Abe（未用） - Berto（未用） | - Charo（未用） - Dado（未用） | - Estoy（未用） - Felion（未用） | - Gening（未用） - Herman（未用） | - Irma（未用） - Jaime（未用） |

## 內部連結
- 2003年大西洋颶風季
- 2003年太平洋颶風季
- 2003年北印度洋氣旋季
- 2002－2003年西南印度洋熱帶氣旋季
- 2002－2003年澳洲地區熱帶氣旋季
- 2002－2003年南太平洋熱帶氣旋季
- 2003－2004年西南印度洋熱帶氣旋季
- 2003－2004年澳洲地區熱帶氣旋季
- 2003－2004年南太平洋熱帶氣旋季

## 外部連結
- 聯合颱風警報中心
- 中央氣象台-颱風實時路徑顯示
- 日本氣象廳熱帶氣旋資訊（页面存档备份，存于）
- 菲律賓大氣地理天文部門熱帶氣旋資訊
- 中央氣象局全球資訊網（页面存档备份，存于）
- 香港天文台熱帶氣旋資訊（页面存档备份，存于）
- 澳門地球物理暨氣象局熱帶氣旋資訊（页面存档备份，存于）
- 熱帶氣旋衛星影像（页面存档备份，存于）
- 數位颱風—熱帶氣旋資料及圖片（页面存档备份，存于）